# 다카쓰촌
다카쓰촌(高津村)은 에히메현 니이군에 설치된 촌이다. 